# Набережное шоссе
На́бережное шоссе — Безсветофорная улица в Печерском районе Киева. Пролегает вдоль Днепра от Почтовой площади до бульвара Николая Михновского и мосту им. Патона.
Вдоль начального отрезка шоссе — застройка XIX — начала XX столетия. К шоссе примыкают: мосты Пешеходный и Мост Метро и Днепровский спуск, Наводницкий парк.

## История
Как путь от Подола вдоль Днепра существовал, вероятно, уже в X—XII столетиях и представлял собой подъездную дорогу до переправы через Днепр на Наводничах—Выдубичах.
Современное название зафиксировано в 1850 году в связи с реконструкцией (а фактически с новой прокладкой) дороги от Подола до Николаевского цепного моста через Днепр. В 1912 году по шоссе проложили трамвайный путь к Цепному мосту. Эта линия действовала до 1941 года, однако в 1951 году по шоссе снова был пущен трамвай, на этот раз на всей протяжённости. Трамвайное движение было окончательно закрыто в феврале 2011 года в связи с строительством автодорожной эстакады возле станции метро «Днепр».
В 1930-е, 1950-е и 1980-е годы была проведена реконструкция шоссе, после чего оно приобрело современный вид.

## Транспорт
- Автобус 115
- Станция метро «Почтовая площадь» (в начале)
- Станция метро «Днепр» (в середине)
- Станция метро «Зверинецкая» (в конце)
- Вдоль Набережного шоссе до 2011 года проходила трамвайная линия.

## Здания и объекты, имеющие историческую ценность
- № 2 Старое и новое сооружения электростанций Киевского трамвая (старое: 1890-е годы; новое: 1902-03/1907-08; инж. А. Абрагамсон, В. Безсмертный);
- № 8 Колонна Магдебургского права (1802-08, арх. А. Меленский);
- № 12 Береговая насосная станция Юго-Западной железной дороги (конец XIX ст.);
- Подпорная нижняя стена Новой Печерской крепости (1856).

## Географические координаты
Координаты начала 50°27′37″ с. ш. 30°31′34″ в. д.
координаты конца 50°25′25″ с. ш. 30°34′07″ в. д.